# ليه ويلسون (لاعب هوكي الحقل)
ليه ويلسون (بالإنجليزية: Les Wilson)‏ هو لاعب هوكي الحقل نيوزيلندي، ولد في 14 فبراير 1952 في وانجانوي في نيوزيلندا.

## وصلات خارجية
- ليه ويلسون على موقع اللجنة الأولمبية الدولية (الإنجليزية)
- ليه ويلسون على موقع أوليمبيديا (الإنجليزية)